# Vlky
Vlky (in ungherese Vők, in tedesco Nickelsdorf) è un comune della Slovacchia facente parte del distretto di Senec, nella regione di Bratislava.